# Chris Hooijkaas
Christoffel Hooijkaas, detto Chris (Rotterdam, 6 gennaio 1861 – Rotterdam, 15 ottobre 1926), è stato un velista olandese.

## Carriera
Partecipò ai Giochi olimpici di Parigi 1900 a bordo di Mascotte assieme a Henri Smulders e Arie van der Velden. Nella gara olimpica la sua imbarcazione ottenne il quarto posto mentre nella gara non olimpica ottenne il secondo posto.